# Amaiur Sarriegi
Amaiur Sarriegi, née le 13 décembre 2000 à Saint-Sébastien (Espagne), est une footballeuse internationale espagnole qui joue comme attaquante pour le Club Atlético de Madrid en Liga F.
Elle évolue également avec l'équipe nationale d'Espagne depuis 2021.

## Biographie

### Carrière en club
Née à Saint-Sébastien, Amaiur Sarriegi joue durant son adolescence pour le club basque Añorga KKE. À l'été 2019-2020, après avoir fini meilleure buteuse de D3 espagnole (Segunda División Pro) avec l'Athletic Club B la saison dernière, elle signe pour son club local, jouant en première division, la Real Sociedad, terminant notamment deuxième de la Liga en 2021-2022.

### Carrière internationale
Sarriegi fait ses débuts avec l'équipe nationale sénior espagnole en juin 2021 contre le Belgique, remplaçant Marta Cardona en fin de match. Quelques mois plus tard, contre les Îles Féroé, elle ouvre son compteur de buts avec La Roja en inscrivant un quadruplé. Durant cette campagne de qualification pour la Coupe du monde 2023, elle marque onze buts.
Jorge Vilda, le sélectionneur de l'Espagne, l'inclut dans la liste des joueuses pour l'Euro 2022. Cependant, en septembre 2022, elle fait partie du groupe de 15 joueuses internationales décidant de s'écarter de l'équipe nationale, l'atmosphère autour de Vilda détériorant leur état émotionnel. En 2023, conservant sa position sur ce sujet, elle n'est pas présente dans le groupe de l'Espagne à la Coupe du monde.

## Palmarès
Athletic Club B :
- Segunda División (D3) : 2019-2020.